# Atletica '84
Atletica '84 (AT84) is een voormalige Belgische atletiekclub uit Burcht in de gemeente Beveren-Kruibeke-Zwijndrecht.

## Historiek
De vereniging werd opgericht in 1984. De atletiekclub ontstond uit Olse Merksem. In het jaar van oprichting telde de club 14 leden. Nadien groeide de club. Zowel de heren als de dames waren actief in de Ereafdeling van de KBAB.
In 2009 fusioneerde de club met 't Swin tot Zwijndrecht Atletiek Team (ZWAT).

## Bekende leden
- Tia Hellebaut
- Tom Schippers
- Hans Van Alphen